# Charanyctycia
Charanyctycia là một chi bướm đêm thuộc họ Noctuidae.